# 奈氏魟
奈氏魟（学名：Dasyatis navarrae），又名黑土魟、魴仔，为软骨鱼纲燕魟目魟科半魟屬的鱼类。在中国，分布于渤海、黄海和东海等。该物种的模式产地在上海。